# Sangiaccato di Erzegovina
Il sangiaccato di Erzegovina o sangiaccato di Hersek (in turco Hersek Sancağı; in serbo-croato Hercegovački sandžak) era un'unità amministrativa ottomana fondata nel 1470. La sede rimase a Foča fino al 1572 quando fu trasferita a Taşlıca (Pljevlja). Il sangiaccato faceva inizialmente parte dell'Eyalet di Rumelia ma fu in seguito amministrato nell'Eyalet di Bosnia dopo la sua fondazione nel 1580.

## Storia

### 15º secolo
Nel novembre 1481 Ayas, un generale ottomano, attaccò Novi e la catturò probabilmente alla fine del gennaio 1482. Il sangiaccato fu istituito tra il 1483 e il 1485. Nel 1485, Novi fu fondata come kadiluk del sangiaccato di Erzegovina.

### 16º secolo
Nel 1572 la sede del sangiaccato fu trasferita da Foča a Pljevlja.
La rivolta del Banato (1594) era stata aiutata dai metropoliti serbi ortodossi Rufim Njeguš di Cetinje e Visarion di Trebinje (1590–1602). Nel 1596 le rivolte si diffusero nel Montenegro ottomano e nelle tribù vicine dell'Erzegovina, specialmente sotto l'influenza del metropolita Visarion. Un documento della Repubblica di Ragusa dell'inizio del 1596 afferma che molti capi dell'Erzegovina con il metropolita si radunarono nel monastero di Trebjesa dove giurarono "di rinunciare e di donare 20.000 eroi alla luce degli imperatori". Nel 1596, Grdan, vojvoda di Nikšić e il patriarca serbo Jovan Kantul (1592-1614) guidarono i ribelli contro gli ottomani, ma furono sconfitti sul campo di Gacko nel 1597 nella rivolta serba del 1596-1597. Tuttavia, Grdan e il patriarca Jovan avrebbero continuato a pianificare negli anni successivi le rivolte contro gli ottomani.

### 18º secolo
Nel 1737, Bogić Vučković e i suoi fratelli organizzarono una rivolta in Erzegovina durante la guerra austro-turca (1737-1739).

### 19º secolo
All'inizio del XIX secolo, l'Eyalet di Bosnia era una delle province meno sviluppate e più autonome dell'Impero. Nel 1831, il kapudan bosniaco Husein Gradaščević occupò Travnik, chiedendo l'autonomia e la fine delle riforme militari in Bosnia. Alla fine, sfruttando le rivalità tra il bey e il kapudan, il gran visir riuscì a staccare le forze dell'Erzegovina, guidate da Ali-paša Rizvanbegović, da quelle di Gradaščević. La rivolta fu sedata e nel 1833 fu creato un nuovo Eyalet di Erzegovina dalla parte meridionale dell'Eyalet di Bosnia e dato a Rizvanbegović come ricompensa per il suo contributo nel reprimere la rivolta. Questa nuova entità durò solo pochi anni, venendo reintegrata nell'Eyalet di Bosnia dopo la morte di Rizvanbegović (1851). 
Nel marzo 1852, il generale ottomano Omar Pascià decise di disarmare gli erzegovini, il che scatenò un'indignazione nella regione. Il capo degli erzegovini era Luka Vukalović. Il rifiuto di rinunciare alle armi provocò piccoli scontri tra erzegovini e turchi (musulmani slavi locali), che a loro volta sfociarono in una rivolta, che sarebbe stata guidata da Vukalović.
Nel 1875 scoppiò una rivolta in Erzegovina, guidata dai serbi locali contro i loro signori bosniaci ottomani che li trattavano duramente e ignoravano le nuove riforme annunciate dal sultano Abdülmecid I. I ribelli furono aiutati con armi e volontari dai Principati di Montenegro e Serbia, i cui governi alla fine dichiararono congiuntamente guerra agli ottomani il 18 giugno 1876, portando alla guerra serbo-turca (1876-1878) e alla guerra turco-montenegrina (1876-1878), che a sua volta portò alla guerra russo-turca (1877-1878) e alla grande crisi orientale. Un risultato delle rivolte e delle guerre fu il Congresso di Berlino nel 1878, che diede al Montenegro e alla Serbia l'indipendenza e l'espansione territoriale, mentre l'Austria-Ungheria occupò la Bosnia ed Erzegovina per 30 anni, che rimase ancora de jure territorio ottomano. L'occupazione austro-ungarica e l'espansione montenegrina dell'Antica Erzegovina segnarono la fine del Sangiaccato di Erzegovina.

## Governatori
Lista dei governatori:
- Ayas, il conquistatore (1478-1483)
- Hadim Sinan Pasha, sanjak-bey (1504-06)[17]
- Kasim Bey[18]
- Kara Osman-beg[19]
- Sinan Pasha, sanjak-bey (1547–50)[20]
- Mehmed Bey Obrinović, sanjak-bey (att. 1550)
- Malkoč-beg, sanjak-bey (1561–63)[21]
- Sinan-beg Boljanić, sanjak-bey tra il 1550 e il 1570
- Hüseyin Pasha Boljanić, sanjak-bey (1567–69)
- Sultanzade Mehmed-bey (1586–93)
- Ali Pasa Čengić (1654)
- Arnaut Mustafa Pascià (1664)[22]
- Muharem Pascià (1664)[22]
- Sohrab Mehmed Pascià (1665)[22]
- Ćose Ali Pasha (1666)[22]
- Ibrahim Pasha Tešnjak (1667)[22]
- Mustafa-beg (1702)
- Alija, sanjak-bey (1718-19)[23]
- Ali-paša Rizvanbegović, visir dell'Erzegovina (1833-51)